# El Zapote, Santa Cruz Zenzontepec
El Zapote är en ort i Mexiko.   Den ligger i kommunen Santa Cruz Zenzontepec och delstaten Oaxaca, i den sydöstra delen av landet, 400 km sydost om huvudstaden Mexico City. El Zapote ligger 876 meter över havet och antalet invånare är 108.
Terrängen runt El Zapote är kuperad söderut, men norrut är den bergig. Runt El Zapote är det ganska tätbefolkat, med 65 invånare per kvadratkilometer. Närmaste större samhälle är Piedra que Menea, 5,3 km sydost om El Zapote. I omgivningarna runt El Zapote växer i huvudsak städsegrön lövskog.